# L'heure de la libération a sonné
Pour plus de détails, voir Fiche technique et Distribution.
L’heure de la libération a sonné  (Sā‘at al-taḥrīr daqqat) est un documentaire réalisé par la réalisatrice libanaise Heiny Srour, sorti en 1974, et le premier d'une femme à être projeté au Festival de Cannes. Le film porte sur la lutte du Front Populaire pour la Libération d’Oman et du Golfe Arabe  (FPLO) dans le Dhofar contre le régime des sultans Saïd ibn Taïmour puis Qabus ibn Saïd, et contre l’armée britannique. Le Dhofar est une région située à l’Ouest du sultanat d’Oman.
Heiny Srour tourne L’heure de la libération a sonné en 1971, en suivant les combattantes et combattants du FLPO jusqu’à la « ligne rouge », zone d’affrontement avec l’armée britannique, et en parcourant plus de 800 km. Le film, conçu dans un but « d’agitation-propagande », retrace avec enthousiasme les différents projets mis en place par le FLPO dans la zone libérée, en insistant sur la position révolutionnaire du front vis-à-vis des femmes.

## Contexte
Maintenus par le gouvernement dans une situation de misère et d’isolement, les habitants du Dhofar se révoltent contre l’occupation britannique et le sultan Saïd ibn Taïmour, allié des britanniques, et créent le Front de Libération du Dhofar (FLD), dont le premier congrès a lieu en juin 1965. Lors du deuxième congrès, en septembre 1968, le FLD devient le Front Populaire pour la Libération d’Oman et du golfe arabe et adopte une idéologie marxiste-léniniste ainsi qu’un vaste programme de réformes sociales : éducation pour toutes et tous, abolition de l’esclavage, mais surtout émancipation des femmes. La polygamie et la dot sont abolies et les femmes deviennent parties intégrantes des activités du front de libération, en participant notamment aux entraînements militaires et aux combats. En 1969 et 1970, le FPLO remporte des victoires militaires et parvient à contrôler une grande partie du Dhofar, ce qui conduit la Grande-Bretagne à organiser l’abdication forcée du sultan Saïd ibn Taïmour au profit de son fils Qabus ibn Saïd, qui intensifie la répression du FPLO, aux côtés de l’armée britannique et avec l’aide du régime saoudien, du roi Hussein de Jordanie et du shah d’Iran,

## Synopsis
Le film s’ouvre sur une séquence où défilent des photos des combattantes et combattants du FLPO sur une chanson révolutionnaire qui donne son nom au film.
À la suite de cela, une séquence d’analyse, utilisant des archives télévisuelles en noir et blanc explique le contexte qui a abouti au déclenchement de la lutte du peuple dhofari le 9 juin 1965: colonisation britannique, intérêts pétroliers, répression des mouvements de libération dans le Golfe, construction de bases militaires, pouvoir autoritaire et esclavagiste du sultan Saïd Ben Taymour, etc…
Ensuite, le film se concentre sur la vie dans la province libérée du Dhofar, en présentant une scène d’entraînement militaire des jeunes combattantes et combattants, puis des images montrant la difficulté et l’importance de l’approvisionnement en eau. Les habitantes et habitants qui s’expriment dans le film, ainsi que le commentaire, insistent sur l’importance de l’auto-subsistance alimentaire ainsi que de l’unité du peuple, auparavant traversé par les divisions tribales meurtrières.
Une importante séquence du film est consacrée à la position révolutionnaire du front par rapport aux femmes. Heiny Srour interviewe des jeunes femmes qui expliquent devant la caméra la double oppression subie par les femmes, opprimées d’une part par l’impérialisme et d’autre part par les structures tribales et familiales, et la libération que leur a permis la révolution : les femmes combattent aux côtés des hommes, s’instruisent comme les hommes et sont conscientes d’avoir les mêmes capacités qu’eux.
Heiny Srour s’attache à montrer les succès du Front populaire de libération d’Oman et du Golfe arabe, en soulignant le lien entre les avancées sociales (l’élargissement de la diffusion de l’eau, la première ferme pilote - qui forme les jeunes à l’agriculture-, la première pompe à eau, la construction de la seule route civile de la province…) et les victoires militaires (la prise des bases de Haglit et de Thakhbit sur la « ligne rouge », zone d’affrontement avec la Grande-Bretagne). Elle s’intéresse également à la place importante de l’éducation dans les activités du FPLO, en filmant des élèves qui ont parcouru jusqu’à 500 km sous les bombardements britanniques pour se rendre à l’école, école où ils apprennent, les armes à la main, les mathématiques, la lecture, l’anglais, la géographie mais aussi l’autonomie, les principes de la vie collective et de la révolution, dans laquelle « la pensée doit guider le fusil ».

## Fiche technique
- Titre : L'heure de la libération a sonné
- Titre original : (Sā‛at al-taḥrīr daqqat) ساعة التحرير دقّت
- Réalisation et montage: Heiny Srour
- Assistant réalisateur : Is’haq Ibrahim Souleily
- Son : Jean-Louis Ughetto
- Photographie: Jean-Michel Humeau
- Commentaire : Youssef Salman Youssef
- Pays :  Liban,  Royaume-Uni,  France
- Langue originale : arabe
- Format : 16mm [restauré]
- Genre : documentaire
- Durée : 62 minutes
- Dates de sortie : 
  -  France : 6 novembre 1974

## Production

### Genèse
L’idée du film est venue pour Heiny Srour d’une rencontre avec un représentant du Front Populaire de Libération d’Oman et du Golfe Arabe en 1969 à Beyrouth, pour un entretien pour la revue Afrique-Asie pour laquelle elle travaillait occasionnellement. Elle était alors très déçue par la gauche arabe, déception liée au chauvinisme des partis de gauche pendant la guerre israélo-arabe de 1967 ainsi qu’à l’absence de programme concernant la situation des femmes chez les responsables de ces partis, avec qui elle s’entretenait pour sa thèse portant sur la situation des femmes libanaises comparativement aux femmes dans les autres pays arabes. Elle ne prête donc que peu d’attention à ce que lui dit le responsable du FPLO jusqu’à ce qu’il lui parle de l’importance de la question de la libération des femmes pour le front. Elle n’arrive à croire ce que lui dit le représentant du FPLO qu’après la lecture d’un article de Jean-Pierre Viennot, journaliste au Monde Diplomatique qui s’est rendu au Dhofar. Cet article achève de la convaincre de la nécessité de faire connaître cette lutte de libération. Elle se renseigne pendant deux ans sur le Dhofar et le FLPO avant d’entamer le tournage.

### Tournage
Après un mois d’observation où Heiny Srour vit dans la zone libérée, le tournage se déroule pendant deux mois pendant l’année 1971.  Heiny Srour fait état d’un tournage particulièrement éprouvant pour l’équipe du film - composée d’elle-même, de Jean-Louis Ughetto au son, de Jean-Michel Humeau à la photographie et de Is’haq Ibrahim Souleily, l’assistant à la mise en scène. Cette équipe, chargée d’un Nagra de 12kg et d’une caméra de 7kg, a dû parcourir à pied plus de 800 km, parfois sous les bombardements britanniques et le napalm, pour aller jusqu’à la « ligne rouge », zone d’affrontement avec l’armée britannique. Le tournage est qui plus est émaillé de difficultés techniques, puisque la caméra Coutant, avec laquelle le film était tourné, tombe en panne au moment  de l’attaque de la capitale du sultan : ils tournent donc avec une autre caméra, moins performante, empruntée par l’assistant au Ministère de la Culture du Yémen Démocratique, et le caméraman doit retraverser 200km pour aller faire réparer la caméra au Yémen.  Heiny Srour relate par ailleurs des dissensions internes au sein de l’équipe, notamment avec Jean-Michel Humeau et Jean-Louis Ughetto, qui, selon elle, cherchaient à interférer dans la réalisation en plaquant les idées de mai 68 et en s’intéressant majoritairement aux questions militaires, accordant  moins d’importance aux changements humains et sociaux, et en particulier à la libération de la femme, sur laquelle la réalisatrice aurait aimé que le film se concentre davantage.

### Financement
Le film, tourné en 1971, peine à trouver des financements, ce pour quoi il ne sort qu’en 1974. Il est produit au départ par la télévision allemande, et a été financé en partie par des donations de l’Union Générale des Etudiants d’Irak en Angleterre, ainsi que par des ouvriers sud-yéménites de Grande-Bretagne, qui ont également participé aux choix de montage. En 1971, Abdallah El Khamiri, ministre de la culture de l’ex-Yémen démocratique, accepte de co-produire le film. Enfin, la subvention accordée par le critique tunisien Tahar Chéria, alors à l’Organisation Internationale de la Francophonie, permit de terminer le film en 1974.

## Accueil
Le film est largement diffusé en Europe, où il reçoit un accueil favorable. Il est cependant très peu diffusé dans le monde arabe, à l’exception de la cinémathèque algérienne.
La diffusion du film s’est faite en partie dans un but politique, notamment dans des organisations de gauche. Il s’agissait d’une part d’informer sur la lutte du Front Populaire de Libération d’Oman et d’inciter les autres peuples opprimés à suivre ce modèle. La diffusion du film a par ailleurs permis de collecter  de l’argent et des médicaments pour soutenir le FPLO.
Par ailleurs, Heiny Srour fait état de beaucoup de critiques à propos de la séquence portant sur la libération des femmes, notamment de la part de militants de gauche dans le monde arabe, qui considéraient que cette question était secondaire par rapport à la lutte contre l’impérialisme et à la lutte des classes.

## Distinctions
Le film est sélectionné à la semaine de la critique du festival de Cannes 1974, ce qui fait d’Heiny Srour la première réalisatrice arabe sélectionnée dans ce festival.

## Analyse
L’heure de la libération a sonné se présente comme un film politique et militant, qui cherche à convaincre les spectatrices et spectateurs du bien fondé de la lutte pour la libération du Dhofar. Heiny Srour revendique elle-même la dimension « d’agitation-propagande » de son film. Le montage est pensé en conséquence pour refléter la logique de la guerre des peuples : en présentant d’abord l’oppression et la colonisation dont est victime le peuple omanais, puis l’avènement de la révolution, ses conditions de réussite (unité du peuple, organisation et armement, émancipation des femmes) et enfin ses succès, dus selon elle à la justesse de ses principes politiques.
   Le film ne vise donc pas à l’objectivité documentaire. Au contraire, la voix du commentaire est affirmée et présente un propos univoque, en accord avec les combattantes et combattants qui s’expriment dans le film.  Différents intertitres rythment le montage et se présentent comme autant de mots d’ordre : « Opposons à la violence réactionnaire la violence révolutionnaire organisée », « Démasquer l’impérialisme ne suffit pas il faut le vaincre », « La mobilisation du peuple est une condition de la victoire », « L’unité des rangs du peuple est une condition de la victoire », « La libération de la femme est une condition de la victoire » « L’Armée Populaire de Libération est au service du peuple », « La volonté du peuple est plus forte les armes modernes », « La pensée guide le fusil ».     
   Les variations de l’image sont également mises au service de la finalité politique. Alors que les images de l’armée britannique et du pouvoir du sultan, provenant en grande partie de la télévision occidentale, sont présentées en noir et blanc et assorties d’un commentaire qui dénonce la colonisation et la répression, les images concernant la lutte des dhofaris sont en couleur, qu’il s’agisse des séquences tournées en couleur par l’équipe du film ou des photographies des combattantes et combattants, colorisées au montage.
   Sur le plan sonore, l’ensemble du film est accompagné par des chants populaires politiques composés par les combattantes et les combattants de l’armée populaire, qui dénoncent l’impérialisme et encouragent la révolution. Les mêmes chansons, dont un des passages donne le titre du film- « L’heure de la libération a sonné »-, sont reprises par différents interprètes tout au long du film, créant à la fois des effets de variations et d’insistance.